# Limnebius maurus
Limnebius maurus é uma espécie de insetos coleópteros polífagos pertencente à família Hydraenidae.
A autoridade científica da espécie é Balfour-Browne, tendo sido descrita no ano de 1979.
Trata-se de uma espécie presente no território português.